# Стриганка
Стриганка (укр. Стриганка) — село в Добротворской поселковой общине Шептицкого района Львовской области Украины.
Расположено на реке Западный Буг.
Население по переписи 2001 года составляло 411 человек. Занимает площадь 1,105 км². Почтовый индекс — 80410. Телефонный код — 3254.

## Галерея

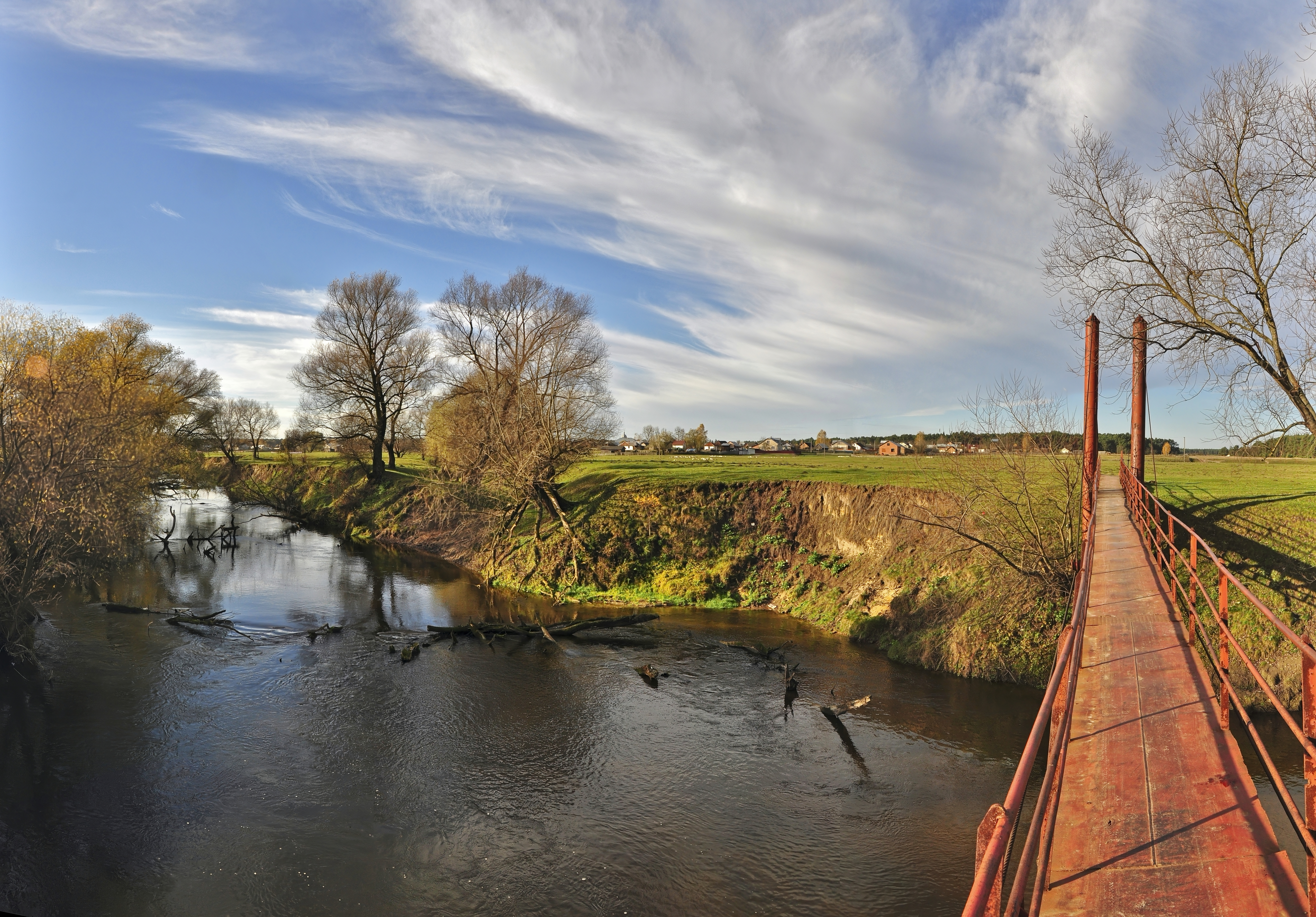
Вид на р. Западный Буг у села
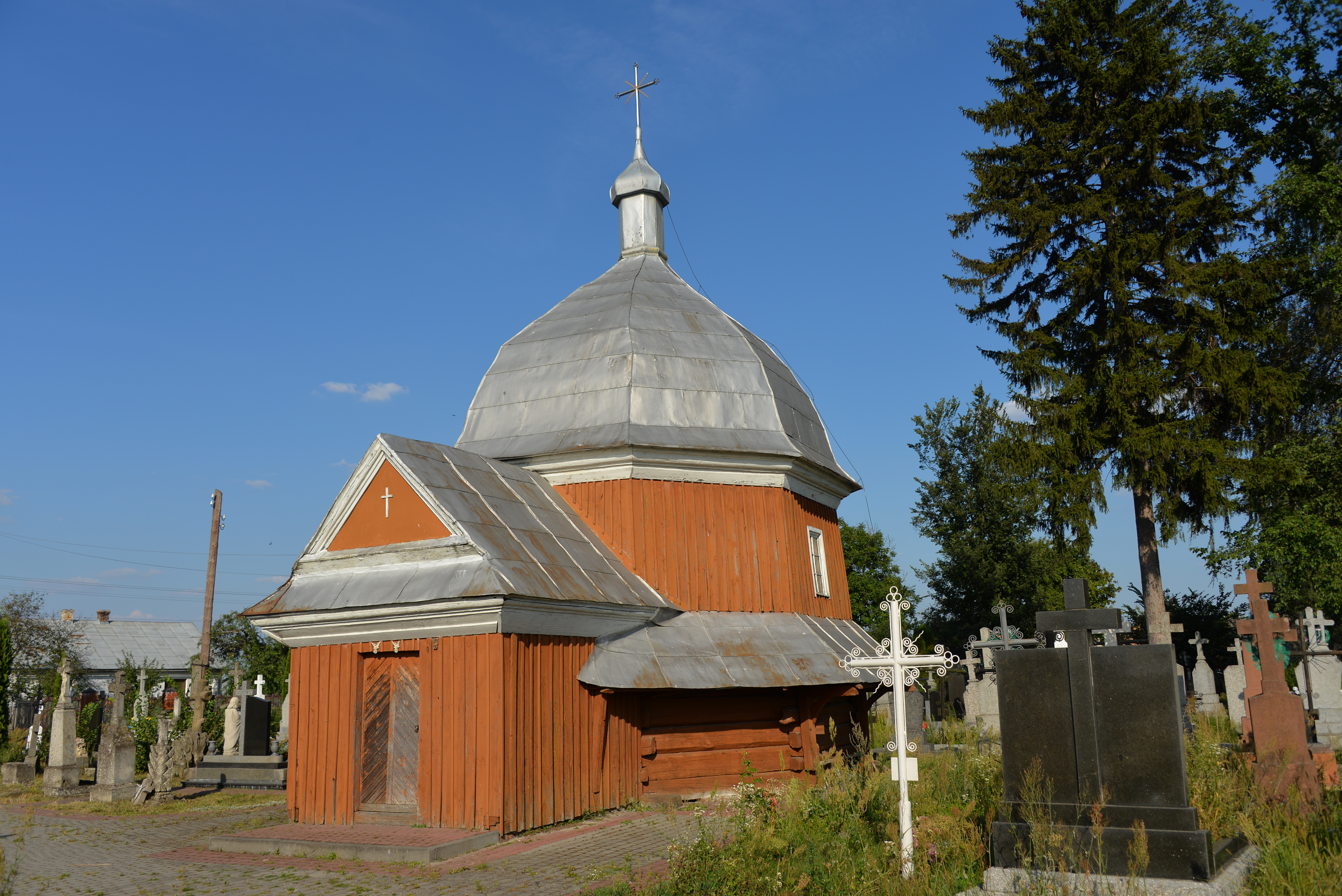
Часовня на кладбище